# Delegeren
Delegeren is het overdragen van bevoegdheden, inclusief de verantwoordelijkheid. Dit in tegenstelling tot mandateren, wat ook het overdragen van bevoegdheden betekent, maar dan zonder die verantwoordelijkheid. Volgens de organisatiekunde bestaan er verschillende niveaus van delegeren:
1. Onderzoek en rapporteer terug
2. Onderzoek en maak aanbevelingen voor bepaalde acties
3. Onderzoek en maak aanbevelingen voor de acties die gepland zijn
4. Onderzoek, onderneem actie en maak aanbevelingen met betrekking tot de ondernomen acties
5. Onderzoek en neem actie

De keuze voor een niveau van delegeren is gebaseerd op:
- de mate waarin iemand in staat is bevoegdheden en verantwoordelijkheden te dragen.
- de bereidheid van de delegerende om bevoegdheden en verantwoordelijkheden over te dragen. Hiermee samen hangt de behoefte van de delegerende controle te behouden.

Als in een organisatie weinig gedelegeerd wordt is er sprake van centraal gezag (centralisatie). Wordt er veel gedelegeerd (beslissingsbevoegdheden zijn verdeeld over meerdere plaatsen in de organisatie) dan is er sprake van decentralisatie.